# Kim Kirchen
Kim Kirchen, född 3 juli 1978 i Luxemburg, är en luxemburgsk före detta professionell tävlingscyklist.
Kim Kirchen blev professionell 2000 med De Nardi-Pasta Montegrappa. Ett år senare gick han över till Fassa Bortolo. Från och med säsongen 2006 cyklade han för det tyska UCI ProTour-stallet T-Mobile Team, som två år senare bytte namn till Team Columbia. Han lämnade stallet inför säsongen 2010 då han blev kontrakterad av det ryska stallet Team Katusha.
Kirchen lade av som tävlingscyklist 2010 på grund av problem med hjärtat.

## Karriär
Kirchen startade för första gången i ett cykellopp i Dommeldange 1992, men det dröjde till säsongen 2000 innan han tog sin första professionella seger när han vann Piva Col Trophy. Han tävlade för De Nardi som amatör mellan säsongerna 1998 och 2000.
Kim Kirchen har blivit utsedd till årets luxemburgska idrottare fyra gånger; 2000, 2003, 2004 och 2005. Det är lika många gånger som cyklisten Charly Gaul fått den utmärkelsen.
Kirchen vann nationsmästerskapens linjelopp 2004 och 2006. Han blev nationsmästare i tempolopp 2008 och 2009.
Under säsongen 2007 slutade Kirchen tvåa på etapp 15 av Tour de France. Han slutade sjua i tävlingens slutställning. Under säsongen slutade han också tvåa på Schweiz runt och i det italienska etapploppet Tirreno-Adriatico. Kirchen slutade trea i Polen runt och Brabantse Pijl. 
Under säsongen 2008 vann Kim Kirchen La Flèche Wallonne. Han vann också etapp 1 och 4 under Baskien runt. I juni samma år vann Kim Kirchen etapp 6 av Schweiz runt strax före tysken Andreas Klöden. 
Kim Kirchen bar den gula ledartröjan i Tour de France 2008 under fyra etapper.
I juni 2009 vann Kim Kirchen etapp 7 av Schweiz runt, två sekunder framför tjecken Roman Kreuziger och sju sekunder framför slovaken Peter Velits. I juni vann Kim Kirchen de luxemburgska nationsmästerskapens tempolopp. Han slutade på fjärde plats på de luxemburgska nationsmästerskapens linjelopp bakom Andy Schleck, Laurent Didier och Fränk Schleck.
Inför 2010 skrev Kirchen på ett kontrakt med Katusha, eftersom han och Team Columbia-HTC hade haft problem att komma överens om en kontraktförlängelse. Han slutade på sjätte plats i Trofeo Deià den säsongen, men det blev hans bästa placeringen det året. På kvällen efter den sjunde sträckan av Schweiz runt började Kirchen känna sig dålig. Några dagar tidigare under de så kallade Ardennerklassikerna hade Kirchen klagat på yrsel och andnöd, samma symptom som han kände när rumskamraten Joaquim Rodriguez ringde efter hjälp efter att Kirchen hade kollapsat. Lagets doktor behandlade cyklisten med hjärt-lungräddning och togs senare till sjukhus i Zürich, där han blev lagd i koma efter ett hjärtstillestånd. Efter hjärtproblemet bestämde sig Kirchen för att inte cykla mer den säsongen och var osäker på om han någonsin skulle komma tillbaka till cykelklungan.

## Efter karriären
Kirchen blev pappa till tvillingar några veckor efter att han kommit hem från sjukhuset efter sitt hjärtstillestånd. Under 2011 började han att jobba deltid för det luxemburgska sportsministeriet.

## Privatliv
Kim Kirchen är son till Erny Kirchen, som bland annat vann Flèche du Sud under sin cykelkarriär. 

## Meriter
2001 — Fassa Bortolo
Luxemburg runt, etapp 3
2002 — Fassa Bortolo
Nederländerna runt
Tour de Berne
2003 — Fassa Bortolo
Paris-Bryssel
4:a — Schweiz runt
2004 — Fassa Bortolo
 Nationsmästerskapens linjelopp
Luxemburg runt, etapp
6:a — Olympiska sommarspelen 2004 - Herrarnas linjelopp
2005 — Fassa Bortolo
 Polen runt - slutställningen
Poängtävlingen, Polen runt
Etapp 7, Polen runt
GP Chiasso
Trofeo Laigueglia
Settimana Internazionale Coppi e Bartali, etapp 4
2:a — La Flèche Wallonne
2:a — Coppa Placci
2006 — T-Mobile Team
 Nationsmästerskapens linjelopp
Luxemburg runt, prolog
2007 — T-Mobile Team
7:a — Tour de France 2007
2:a — etapp 15, Tour de France 2007
2:a — Schweiz runt
3:a — Brabantse Pijl
2:a —  Tirreno-Adriatico
3:a —  Polen runt
2008 — Team High Road
Etapp 1, Vuelta Ciclista al País Vasco
Etapp 4, Vuelta Ciclista al País Vasco
La Flèche Wallonne
Etapp 6, Schweiz runt
 Nationsmästerskapens tempolopp
2:a, poängtävlingen. Vuelta Ciclista al País Vasco
2:a, etapp 2, Schweiz runt
3:a, etapp 1, Schweiz runt
2009 — Team Columbia
Etapp 7, Schweiz runt
 Nationsmästerskapens tempolopp

## Stall

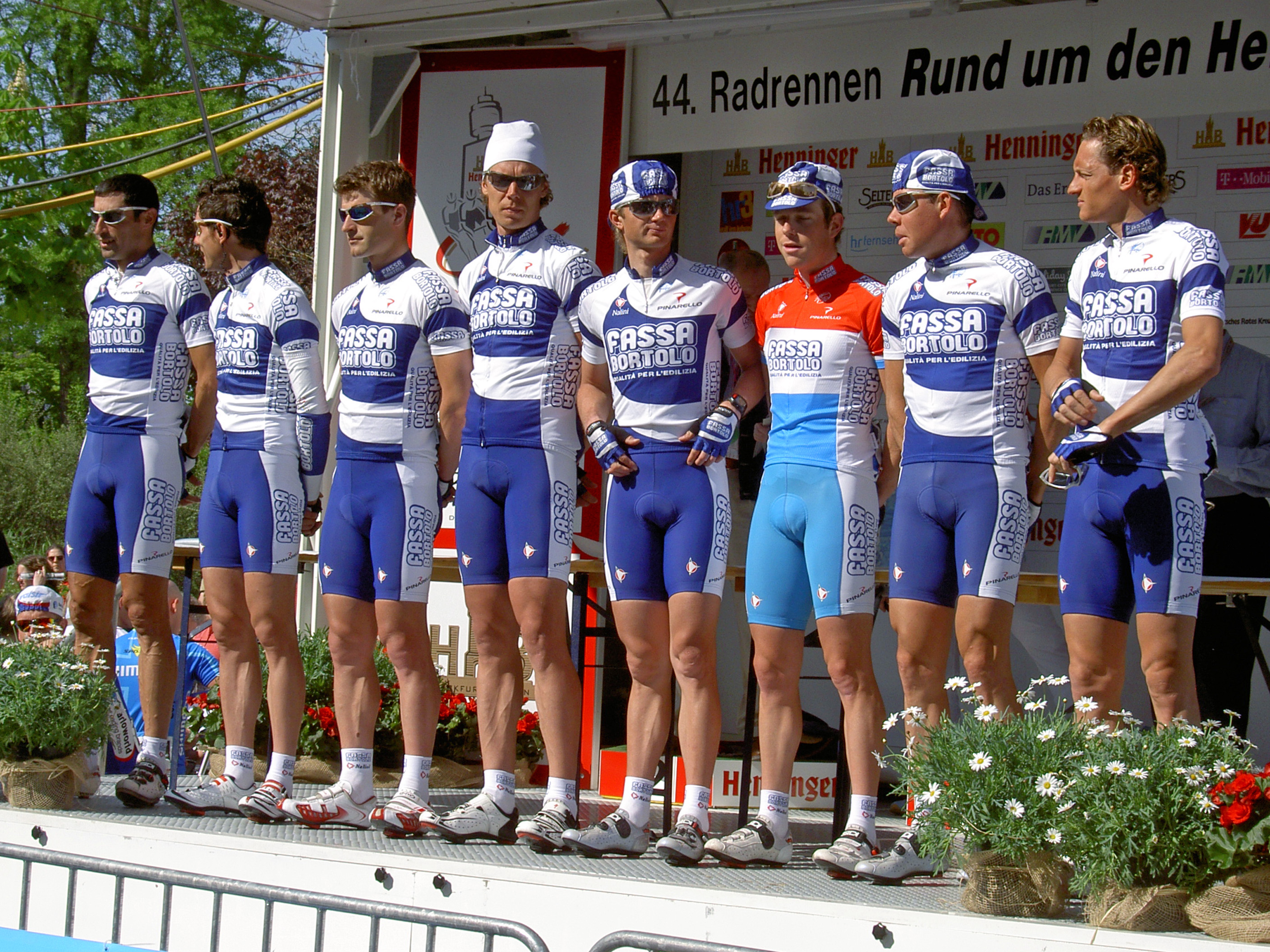
Kim Kirchen, trea från höger i den luxemburgska mästartröjan, inför 2005 års Rund um den Henninger Turm i Frankfurt am Main.

- De Nardi-Pasta Montegrappa 1999–2000
- Fassa Bortolo 2001–2005
- T-Mobile Team 2006–2007
- Team Columbia 2008–2009
- Team Katusha 2010